# Fadi Zidan
Fadi Zidan (in ebraico פאדי זידאן‎?; in arabo فادي زيدان‎?; Haifa, 2 giugno 1993) è un calciatore israeliano naturalizzato palestinese, attaccante del Kafr Qasim.

## Carriera

### Club
Ha giocato nella massima serie israeliana, in quella palestinese e in quella georgiana. Inoltre, conta 8 presenze e due reti nella Coppa dell'AFC.

### Nazionale
Il 2 settembre 2021 ha esordito con la nazionale palestinese giocando l'amichevole persa 1-0 contro il Kirghizistan.

## Statistiche

### Cronologia presenze e reti in nazionale
| Cronologia completa delle presenze e delle reti in nazionale ― Palestina | Cronologia completa delle presenze e delle reti in nazionale ― Palestina | Cronologia completa delle presenze e delle reti in nazionale ― Palestina | Cronologia completa delle presenze e delle reti in nazionale ― Palestina | Cronologia completa delle presenze e delle reti in nazionale ― Palestina | Cronologia completa delle presenze e delle reti in nazionale ― Palestina | Cronologia completa delle presenze e delle reti in nazionale ― Palestina | Cronologia completa delle presenze e delle reti in nazionale ― Palestina |
| Data                                                                     | Città                                                                    | In casa                                                                  | Risultato                                                                | Ospiti                                                                   | Competizione                                                             | Reti                                                                     | Note                                                                     |
| ------------------------------------------------------------------------ | ------------------------------------------------------------------------ | ------------------------------------------------------------------------ | ------------------------------------------------------------------------ | ------------------------------------------------------------------------ | ------------------------------------------------------------------------ | ------------------------------------------------------------------------ | ------------------------------------------------------------------------ |
| 2-9-2021                                                                 | Biškek                                                                   | Kirghizistan                                                             | 1 – 0                                                                    | Palestina                                                                | Amichevole                                                               | -                                                                        | 65’                                                                      |
| 5-9-2021                                                                 | Biškek                                                                   | Palestina                                                                | 2 – 0                                                                    | Bangladesh                                                               | Amichevole                                                               | -                                                                        | 75’                                                                      |
| Totale                                                                   |                                                                          | Presenze                                                                 | 2                                                                        |                                                                          | Reti                                                                     | 0                                                                        |                                                                          |